# Krombeinius srilanka
Krombeinius srilanka is een vliesvleugelig insect uit de familie Perilampidae. De wetenschappelijke naam is voor het eerst geldig gepubliceerd in 1988 door Darling.